# Herb Skarżyska-Kamiennej
Herb Skarżyska-Kamiennej – jeden z symboli miasta Skarżysko-Kamienna w postaci herbu.

## Wygląd i symbolika
Herb przedstawia pośrodku czerwonej tarczy pionowo ustawioną (nabierakiem ku górze), niebieską „łyżkę odlewniczą”. Z jej heraldycznie lewej strony znajduje się niebieskie półkoło zębate. Po prawej stronie złote, stylizowane „skrzydełko kolejowe". U dołu widnieją złote majuskuły „SK”.
Herb nawiązuje do trzech najliczniejszych dawniej w mieście grup zawodowych: kolejarzy (skrzydełko), metalowców (koło) oraz odlewników (łyżka).

## Historia

Dawny herb Skarżyska-Kamiennej

W sprawie herbu miasta obowiązującego przed 1968 r. istnieje wiele niejasności. Jak wynika z zapisów dokonanych w Kronice komunikacji miejskiej miasta Skarżyska-Kamiennej w roku 1959, projekt herbu opracowany przed II wojną światową zaginął podczas okupacji. Poniższy fragment kroniki ilustruje jego zbliżony wygląd oraz próbę zrekonstruowania:
Prezydium Miejskiej Rady Narodowej jest w posiadaniu dokumentu z 1931 r., na którym jest odciśnięta pieczęć magistratu Skarżyska-Kam., przedstawiająca dwa młoty ustawione równolegle, a pośrodku snop prosty i wysoki, ale nie tak wyraźny, mogący równie dobrze przedstawiać znicz lub kopulak. Tymczasem herb umieszczony na autobusach przedstawia snop ze skrzyżowanymi pod nim dwoma młotami.
Z powyższego wynika, iż projekt herbu, jaki widniał na autobusach komunikacji miejskiej w początkowych latach jej funkcjonowania, mógł być tylko mniej lub bardziej udaną próbą rekonstrukcji, i trudno uznać go za wiarygodne źródło historyczne.
Nowy herb został ustanowiony uchwałą Miejskiej Rady Narodowej oraz Miejskiego Komitetu FJN 20 lipca 1968, w 45. rocznicę nadania praw miejskich. Projekt herbu wykonany przez plastyczkę Elżbietę Turską, był jedną z 12 prac zgłoszonych do konkursu zorganizowanego przez Prezydium Miejskiej Rady Narodowej w 1968 r. Został wybrany w drodze plebiscytu ogłoszonego na łamach Słowa Ludu, a następnie formalnie zatwierdzony przez MRN i władze wyższego szczebla.

## Kontrowersje
Wzór herbu z 1968 roku niezgodny był z przyjętymi normami heraldycznymi, a w związku z upadkiem gałęzi przemysłu, które od zakończenia II wojny światowej aż do przemian ustrojowych w roku 1989 były źródłem rozwoju Skarżyska-Kamiennej, symbolika herbu zdezaktualizowała się.